# ТУ8
ТУ8 (рос. Тепловоз Узкоколейный, тип 8) — радянський, згодом російський вузькоколійний тепловоз. Спроєктований в 1982—1987 на Камбарському машинобудівному заводі. Призначений для виконання вантажної і маневрової роботи на залізницях з шириною колії 750—1067 мм, а також на промислових підприємствах.

## Історія створення
Камбарський машинобудівний завод випустив дослідний тепловоз з шестициліндровим V-подібним двигуном ЯМЗ-236, посиленою рамою (по типу ТУ7) і трохи зміненим капотом, тепловоз отримав позначення ТУ8-0001.
1987 була випущена пробна партія, з 1988 ТУ8 серійно будується, замінивши ТУ6А. За цей час збудовано 531 локомотивів серії ТУ8, п'ять локомотивів не реалізовані з заводу. Тепловози № № 0356, 0357, 0358, 0359 побудовані для колії 1000 мм для республіки В'єтнам і мали серію ТУ8Е і спільну нумерацію з іншими ТУ8. Тепловоз ТУ8-0107, побудований в жовтні 1987 як експериментальний, був обладнаний сектором управління, подачею палива у вигляді контролера машиніста, а не звичайної рукоятки, як на серійних локомотивах. Тепловоз надійшов в експлуатацію на Ліпаківську вузькоколійну залізницю. Особливої зручності встановлення штурвалу не додало, оскільки сектором машиністи користуються тільки при тривалій їзді на перегонах, інші машини були випущені зі звичайними рукоятками на пульті управління

## Технічні характеристики
- Роки будування — 1987 рік — донині.
- Країна побудови — СРСР, Росія.
- Завод — Камбарський машинобудівний завод.
- Всього побудовано — 531.
- Країни експлуатації ТУ8 — СРСР, Україна, Росія, Білорусь, В'єтнам.
- Ширина колії — 750—1067 мм.
- Довжина по осям автозчеплення — 8525 мм.
- Конструкційна швидкість, км/год — 50.
- Рід служби — універсальний вантажо-пасажирський.
- Тип двигуна — ЯМ3-236.
- Потужність двигуна — 180 к.с.
- Тип передачі — механічна.
- Осьова формула — 2-2.
- Діаметр коліс — 600 мм.
- Навантаження від осі на рейки — 4 т.

## Модифікації ТУ8
На базі тепловоза ТУ8 створені:

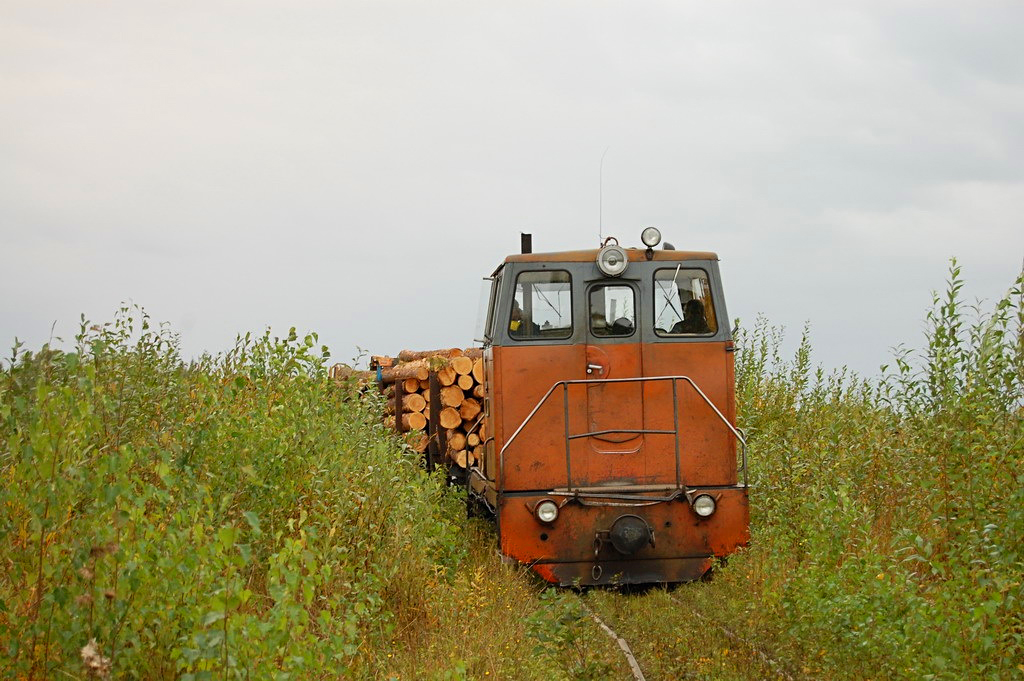
Тепловоз ТУ8 в Архангельську, Росія

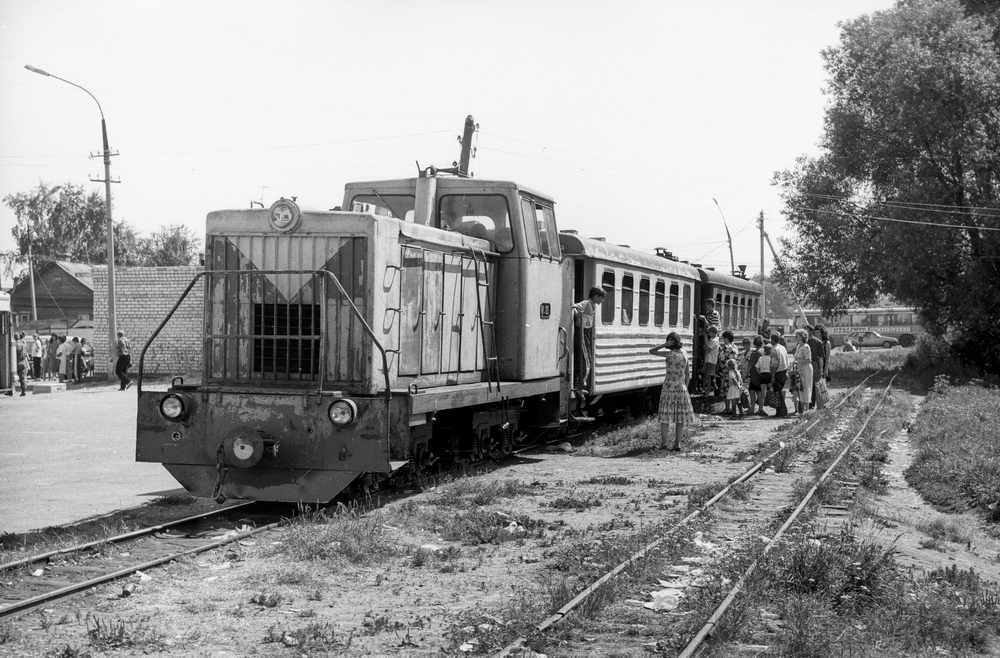
Тепловоз ТУ8 при посадці пасажирів

- Тепловоз-енергоагрегат ТУ8СПА, для пересування і енергопостачання будівельно-ремонтних потягів.
- Тепловоз-дрезина ТУ8Г, оснащена вантажопідйомним гідравлічним краном.
- Автомотриси АМ-1, для перевезення інженерно-технічного персоналу і робітників.
- Пасажирська дрезина ТУ8П, для перевезення інженерно-технічного персоналу і робітників.